# Теодорих Страбон
Вижте пояснителната страница за други личности с името Теодорих.
Теодорих Страбон (на немски: Theoderich „Strabo“-„der Schieler“; на латински: Theodoricus, Theodericus, Theoderic Strabo; † 481) е военноначалник magister militum от остготски произход.

## Произход и управление
Син е на Триарий. Той има двама братя и сестра, която е съпруга на алана Аспар. Теодорих Страбон, както и Теодорих Велики, произхожда от династията на Амалите, но от друга линия. Теодорих Велики е от мизийските остготи, а Теодорих Страбон е от тракийските остготи, които се заселват в източно римските територии и вземат римска служба.
Теодорих Страбон служи при баща си, който е командир на отряд от готски наемници в Константинопол. Той изисква след смъртта на Аспар неговия пост magister militum. Едновременно с това е провъзгласен от живеещите в Тракия като федерати остготи, привърженици на Аспар, за крал (rex). След предприетите военни действия на Теодорих император Лъв I след кратко колебание се съгласява.
Теодорих е през 471 г. тракийски военноначалник magister militum, a през 473 – 474, 475 – 476 и 478 – 479 г. e най-главен военен ръководител magister militum praesentalis на Източната римска империя. Опитва се да изключи роднината си Теодорих (по-късно наречен Теодорих Велики) като политически фактор. Докато Теодорих Страбон е на водеща позиция в Константинопол, опитите на другия Теодорих за влияние остават без успех.

През 478 г. Теодорих Страбон се съюзява с Теодорих Велики и предприема поход срещу Далмация, Македония и Тракия. Страбон обаче отива отново при византийците. Покрай тези събития Йоан Антиохийски пише:
Съюзът на двамата Теодориховци отново безпокоял ромейската държава, тъй като те опустошавали тракийските градове, така че Зенон бил принуден първо да призове така наречените българи към съюз.
Прието е това сведение да се счита за първото споменаване на българи в хрониките.
Теодорих Страбон умира през 481 г. при злополука с кон при Stabulum Diomedis, близо до Филипи или Филипопол (днес Пловдив) в Тракия. След неговата смърт влиянието на остготите, което не е вече така доминиращо, както по времето на Аспар, се измества от исаврите.

## Фамилия
Женен е за Зигилда, сестра на Аспар и двамата имат син Рекитах.